# Lovara
Die Lovara (wörtlich „Pferdehändler“, von ungarisch ló ‚Pferd‘) sind eine Gruppe der europäischen ethnischen Minderheit der Roma, die in weiten Teilen Europas, u. a. Deutschland, Österreich, Skandinavien, Frankreich, Polen und Ungarn, daneben aber auch in Übersee anzutreffen ist. Sie bezeichnen sich weniger als Roma denn als Rom (auch im Plural). Ihre Sprache wird zu den Vlach-Dialekten des Romanes gerechnet. Man nimmt an, dass sie jahrhundertelang als Leibeigene in der Walachei im heutigen Rumänien, daneben aber auch längere Zeit in Ungarn bzw. ungarischsprachigen Gebieten gelebt haben und erst nach Aufhebung der Leibeigenschaft in der Mitte des 19. Jahrhunderts weiter nach Norden und Nordwesten gewandert sind. Die meisten Lovara sind katholisch, jedoch finden Freikirchen, insbesondere die Pfingstler, immer mehr Anhänger unter ihnen.

## Lovara in Österreich
Einige Lovara-Familien, im späteren 19. Jahrhundert aus der (damals noch ungarischen) Slowakei zugewandert, waren Ende der 1930er Jahre im Burgenland und in Wien ansässig, als Österreich an das Deutsche Reich angeschlossen wurde. Von ihren Siedlungen, z. B. der Hellerwiese (heute: Belgradplatz) im 10. Wiener Gemeindebezirk und den Wankostätten unter der heutigen Südosttangente in der Leberstraße im heutigen 11. Wiener Gemeindebezirk, wurden die Großfamilien in das Ghetto Litzmannstadt und ab 1943 auch in das „Zigeunerlager Auschwitz“ im KZ Auschwitz-Birkenau deportiert, die Wohnstätten, wie Ringelseeplatz in Floridsdorf, Hellerwiese und die Wankostätten in Wien, wurden nach dem Abtransport zerstört.
Nur wenige Überlebende kamen nach dem Krieg zurück, darunter einige Mitglieder der ursprünglich rumänisch-walachischen Großfamilie Stojka. Dazu kommen die 1956 aus Ungarn geflohenen ungarischen Lovara der Vlach-Migration des mittleren 19. Jahrhunderts. Sie wohnen heute großteils gut integriert im Wiener Raum. Eine Zahl der in Österreich lebenden Lovara ist nicht bekannt. Ihre Sprache, das Lovara-Romanes, wurde zwischen 1997 und 1999 im Rahmen des österreichischen Romani-Projekts an der Universität Graz kodifiziert, das heißt, es wurde erstmals zur Schriftsprache. Ein Wörterbuch und zwei Textbände wurden erstellt und die Grammatik beschrieben. Die Sprache wird nur mehr wenig gesprochen, vor allem von den alten Lovara.
Der Lovaraweg im 21. Wiener Bezirk (Floridsdorf) erinnert seit 2001 an die Lovara.
Die Lovara sind als Teil der Roma nach dem Volksgruppengesetz seit 1976 als Minderheit anerkannt, und Roman(es) ist eine anerkannte Minderheitensprachen in Österreich. Neben dieser (Roman – die Sprache der Burgenland-Roma, April 2011) wurde im Oktober 2011 auch das alte Liedgut der Österreich-Lovara als Lieder der Lovara von der Österreichischen UNESCO-Kommission in der Sparte Mündlich überlieferte Traditionen in das Verzeichnis des  nationalen immateriellen Kulturerbes in Österreich aufgenommen. Zweck dieser Ausweisung ist ein verbindlicher Schutz als lebendige Kulturtradition. Ausgewiesen wurde sie für das Burgenland und Wien. Der Musiker Harri Stojka gilt als wichtigster Vertreter dieser Musikrichtung.

## Lovara in Deutschland
In Deutschland werden die Lovara, neben den Kalderascha (Kelderara) und Tschurara, teilweise als „deutsche Roma“ bezeichnet, da sie sich seit etwa den 1870er Jahren (im Rheinland erst seit ca. 1900) in den östlichen und nordöstlichen Teilen Deutschlands aufhalten und somit länger in Deutschland anzutreffen sind als jene Roma, die erst in den letzten Jahrzehnten aus dem Balkan, insbesondere aus dem Bereich des ehemaligen Jugoslawien und aus Bulgarien und Rumänien, zuwanderten bzw. flüchteten. Anders als etwa die Kalderascha tragen die Lovara überwiegend deutsche Familiennamen, die teilweise von den Sinti übernommen worden sind.
Der Lovara-Dialekt ist hier durchaus noch verbreitet.
Wie die Kalderascha haben auch die Lovara in Deutschland verwandtschaftliche Bindungen nach Polen. 
Nach 2022 sind einige Großfamilien aus der Ukraine gekommen. 